# Tipula multimoda
Tipula multimoda är en tvåvingeart som beskrevs av Alexander 1938. Tipula multimoda ingår i släktet Tipula och familjen storharkrankar.
Artens utbredningsområde är Colombia. Inga underarter finns listade i Catalogue of Life.